# Champions Trophy vrouwen 2000
De Champions Trophy voor vrouwen werd in 2000 gehouden in het Nederlandse Amstelveen. Het toernooi werd gehouden van 26 mei tot en met 3 juni in het Wagener-stadion. De Nederlandse vrouwen wonnen deze achtste editie. Tegelijkertijd werd ook op dezelfde locatie het mannentoernooi afgewerkt. De organisatie zag zich genoodzaakt het wedstrijdprogramma van 27 mei aan te passen en grotendeels te verplaatsen naar 28 mei vanwege een zware storm. 

## Geplaatste landen
- Argentinië (derde op het wereldkampioenschap)
- Australië (titelverdediger, wereldkampioen en olympisch kampioen)
- Duitsland (vierde op het wereldkampioenschap)
- Nederland (gastland)
- Nieuw-Zeeland (zesde op het wereldkampioenschap)
- Zuid-Afrika (zevende op het wereldkampioenschap)

## Uitslagen
Alle tijden zijn in de lokale tijd UTC+2.

### Eerste ronde
De nummers 1 en 2 spelen de finale, de nummers 3 en 4 om het brons en de nummers 5 en 6 om de 5e en 6e plaats.
| Team          | GS | W | G | V | DV | DT | DS  | Ptn |
| ------------- | -- | - | - | - | -- | -- | --- | --- |
| Nederland     | 5  | 4 | 0 | 1 | 10 | 4  | +6  | 12  |
| Duitsland     | 5  | 3 | 1 | 1 | 9  | 7  | +2  | 10  |
| Australië     | 5  | 3 | 0 | 2 | 15 | 5  | +10 | 9   |
| Argentinië    | 5  | 2 | 1 | 2 | 7  | 8  | −1  | 7   |
| Nieuw-Zeeland | 5  | 0 | 2 | 3 | 5  | 13 | −8  | 2   |
| Zuid-Afrika   | 5  | 0 | 2 | 3 | 6  | 15 | −9  | 2   |

| 26 mei 2000 12:05 |           |            |                                                            |
| Duitsland         | 2–1       | Argentinië | Scheidsrechters: Marelize de Klerk (RSA) Lyn Farrell (NZL) |
|                   | (verslag) |            | Scheidsrechters: Marelize de Klerk (RSA) Lyn Farrell (NZL) |

| 26 mei 2000 14:30 |           |           |                                                         |
| Nieuw-Zeeland     | 1–4       | Australië | Scheidsrechters: Gina Spitaleri (ITA) Renee Cohen (NED) |
|                   | (verslag) |           | Scheidsrechters: Gina Spitaleri (ITA) Renee Cohen (NED) |

| 26 mei 2000 19:30 |           |           |                                                          |
| Zuid-Afrika       | 2–3       | Nederland | Scheidsrechters: Judith Barnesby (AUS) Gill Clarke (ENG) |
|                   | (verslag) |           | Scheidsrechters: Judith Barnesby (AUS) Gill Clarke (ENG) |

| 27 mei 2000 15:00 |           |            |                                                              |
| Australië         | 3–0       | Argentinië | Scheidsrechters: Alexandra Royaards (NED) Heike Malina (GER) |
|                   | (verslag) |            | Scheidsrechters: Alexandra Royaards (NED) Heike Malina (GER) |

| 27 mei 2000 20:00 |           |           |                                                        |
| Zuid-Afrika       | 1–3       | Duitsland | Scheidsrechters: Anne van Dijk (CAN) Renée Cohen (NED) |
|                   | (verslag) |           | Scheidsrechters: Anne van Dijk (CAN) Renée Cohen (NED) |

| 28 mei 2000 20:30 |           |               |                                                               |
| Nederland         | 3–0       | Nieuw-Zeeland | Scheidsrechters: Gina Spitaleri (ITA) Marelize de Klerk (RSA) |
|                   | (verslag) |               | Scheidsrechters: Gina Spitaleri (ITA) Marelize de Klerk (RSA) |

| 29 mei 2000 14:30 |           |           |                                                      |
| Duitsland         | 2–1       | Australië | Scheidsrechters: Lyn Farrell (NZL) Gill Clarke (ENG) |
|                   | (verslag) |           | Scheidsrechters: Lyn Farrell (NZL) Gill Clarke (ENG) |

| 29 mei 2000 17:00 |           |               |                                                              |
| Zuid-Afrika       | 1–1       | Nieuw-Zeeland | Scheidsrechters: Anne van Dyk (NED) Alexandra Royaards (NED) |
|                   | (verslag) |               | Scheidsrechters: Anne van Dyk (NED) Alexandra Royaards (NED) |

| 29 mei 2000 19:30 |           |           |                                                           |
| Argentinië        | 1–0       | Nederland | Scheidsrechters: Heike Malina (GER) Judith Barnesby (AUS) |
|                   | (verslag) |           | Scheidsrechters: Heike Malina (GER) Judith Barnesby (AUS) |

| 31 mei 2000 12:00 |           |           |                                                       |
| Nieuw-Zeeland     | 2–2       | Duitsland | Scheidsrechters: Renée Cohen (NED) Anne van Dyk (CAN) |
|                   | (verslag) |           | Scheidsrechters: Renée Cohen (NED) Anne van Dyk (CAN) |

| 31 mei 2000 17:00 |           |             |                                                             |
| Argentinië        | 2–2       | Zuid-Afrika | Scheidsrechters: Gina Spitaleri (ITA) Judith Barnesby (AUS) |
|                   | (verslag) |             | Scheidsrechters: Gina Spitaleri (ITA) Judith Barnesby (AUS) |

| 31 mei 2000 19:30 |           |           |                                                            |
| Nederland         | 2–1       | Australië | Scheidsrechters: Gill Clarke (ENG) Marelize de Klerk (RSA) |
|                   | (verslag) |           | Scheidsrechters: Gill Clarke (ENG) Marelize de Klerk (RSA) |

| 1 juni 2000 15:00 |           |            |                                                              |
| Nieuw-Zeeland     | 1–3       | Argentinië | Scheidsrechters: Alexandra Royaards (NED) Heike Malina (GER) |
|                   | (verslag) |            | Scheidsrechters: Alexandra Royaards (NED) Heike Malina (GER) |

| 1 juni 2000 17:00 |           |           |                                                         |
| Nederland         | 2–0       | Duitsland | Scheidsrechters: Gill Clarke (ENG) Gina Spitaleri (ITA) |
|                   | (verslag) |           | Scheidsrechters: Gill Clarke (ENG) Gina Spitaleri (ITA) |

| 1 juni 2000 19:30 |           |             |                                                      |
| Australië         | 6–0       | Zuid-Afrika | Scheidsrechters: Renée Cohen (NED) Lyn Farrell (NZL) |
|                   | (verslag) |             | Scheidsrechters: Renée Cohen (NED) Lyn Farrell (NZL) |

### Plaatsingswedstrijden
Om de 5e/6e plaats
| 3 juni 2000 10:00 |           |             |                                                        |
| Nieuw-Zeeland     | 0–2       | Zuid-Afrika | Scheidsrechters: Anne van Dijk (CAN) Gill Clarke (ENG) |
|                   | (verslag) |             | Scheidsrechters: Anne van Dijk (CAN) Gill Clarke (ENG) |

Om de 3e/4e plaats
| 3 juni 2000 12:30 |           |            |                                                      |
| Australië         | 1–0       | Argentinië | Scheidsrechters: Renée Cohen (NED) Lyn Farrell (NZL) |
|                   | (verslag) |            | Scheidsrechters: Renée Cohen (NED) Lyn Farrell (NZL) |

Finale
| 3 juni 2000 15:00 |           |           |                                                                |
| Nederland         | 3–2       | Duitsland | Scheidsrechters: Judith Barnesby (AUS) Marelize de Klerk (RSA) |
|                   | (verslag) |           | Scheidsrechters: Judith Barnesby (AUS) Marelize de Klerk (RSA) |

## Selecties
Argentinië
1. Mariela Antoniska (GK)
2. Soledad García
3. Magdalena Aicega
4. María Paz Ferrari
5. Anabel Gambero
6. Ayelén Stepnik
7. Luciana Aymar

1. Vanina Oneto
2. Jorgelina Rimoldi
3. Karina Masotta
4. Mariana González
5. Laura Maiztegui
6. Mercedes Margalot
7. María de la Paz

1. Inés Arrondo
2. Andrea Haines
3. Paola Vukojicic (GK)

- Bondscoach

Sergio Vigil
 Australië
1. Louise Dobson
2. Karen Smith
3. Alyson Annan
4. Bianca Langham
5. Alison Peek
6. Claire Mitchell-Taverner
7. Kate Starre
8. Brooke Morrison

1. Lisa Carruthers
2. Rechelle Hawkes
3. Clover Maitland (GK)
4. Rachel Imison (GK)
5. Angie Skirving
6. Julie Towers
7. Renita Garard
8. Jenny Morris

1. Katrina Powell
2. Nikki Hudson

- Bondscoach

Ric Charlesworth
 Duitsland
1. Julia Zwehl (GK)
2. Birgit Beyer (GK)
3. Denise Klecker
4. Tanja Dickenscheid
5. Nadine Ernsting-Krienke
6. Inga Möller
7. Natascha Keller
8. Melanie Cremer
9. Friederike Barth

1. Cornelia Reiter
2. Britta Becker
3. Marion Rodewald
4. Heike Lätzsch
5. Katrin Kauschke
6. Simone Grässer
7. Fanny Rinne
8. Caroline Casaretto
9. Franziska Gude

Bondscoach: Berti Rauth
- Assistent: Wolfgang Kluth
- Manager: Carola Meyer
- Arts: Winfried Koller
- Fysio: Thomas Sennewald
- Videoman: Rainer Schrey

 Nederland
1. Clarinda Sinnige (GK)
2. Miek van Geenhuizen
3. Macha van der Vaart
4. Julie Deiters
5. Fatima Moreira de Melo
6. Hanneke Smabers
7. Dillianne van den Boogaard
8. Margje Teeuwen
9. Mijntje Donners

1. Ageeth Boomgaardt
2. Myrna Veenstra
3. Minke Smabers
4. Carole Thate
5. Fleur van de Kieft
6. Suzan van der Wielen
7. Minke Booij
8. Eveline de Haan (GK)
9. Mieketine Wouters

Bondscoach: Tom van 't Hek
- Assistent: Koen Pijpers
- Manager: Lisette Sevens
- Fysio: Johannes Veen
- Videoman: Roberto Tolentino

 Nieuw-Zeeland
1. Skippy McGregor
2. Moira Senior
3. Kylie Foy
4. Sandy Bennett
5. Rachel Sutherland
6. Rachel Petrie
7. Anna Lawrence

1. Robyn Matthews
2. Michelle Turner
3. Mandy Smith
4. Lisa Walton
5. Suzie Pearce
6. Anne-Marie Irving (GK)
7. Helen Clarke (GK)

1. Diana Weavers
2. Leisen Jobe

- Bondscoach

Jan Borren
 Zuid-Afrika
1. Paola Vidulich (GK)
2. Inke van Wyk (GK)
3. Sharon Cormack
4. Jacqui Geyser
5. Carina van Zyl
6. Anli Kotze
7. Megan Dobson
8. Michele MacNaughton

1. Karen Roberts
2. Lindsey Carlisle
3. Karen Symons
4. Kerry Bee
5. Pietie Coetzee
6. Alison Dare
7. Jennifer Jones
8. Luntu Ntloko

1. Marilyn Agliotti
2. Caryn Bentley

- Bondscoach

Gene Muller

## Scheidsrechters
- Judith Barnersby
- Gill Clarke
- Renée Cohen

- Marelize de Klerk
- Lyn Farrell
- Heike Malina

- Alexandra Royaards
- Gina Spitaleri
- Anne van Dyk

## Topscorers
- In onderstaand overzicht zijn alleen de speelsters opgenomen met drie of meer treffers achter hun naam.

| № | Naam                    | Land        | Goals |
| - | ----------------------- | ----------- | ----- |
| 1 | Nadine Ernsting-Krienke | Duitsland   | 5     |
| 2 | Pietie Coetzee          | Zuid-Afrika | 4     |
|   | Jenny Morris            | Australië   | 4     |
|   | Vanina Oñeto            | Argentinië  | 4     |
|   | Suzan van der Wielen    | Nederland   | 4     |
| 6 | Britta Becker           | Duitsland   | 3     |
|   | Ageeth Boomgaardt       | Nederland   | 3     |
|   | Katrina Powell          | Australië   | 3     |

## Eindrangschikking
| rang   | land          |
| ------ | ------------- |
| Goud   | Nederland     |
| Zilver | Duitsland     |
| Brons  | Australië     |
| 4      | Argentinië    |
| 5      | Zuid-Afrika   |
| 6      | Nieuw-Zeeland |

Mannen:
Lahore 1978 ·
Karachi 1980 ·
Karachi 1981 ·
Amstelveen 1982 ·
Karachi 1983 ·
Karachi 1984 ·
Perth 1985 ·
Karachi 1986 ·
Amstelveen 1987 ·
Lahore 1988 ·
Berlijn 1989 ·
Melbourne 1990 ·
Berlijn 1991 ·
Karachi 1992 ·
Kuala Lumpur 1993 ·
Lahore 1994 ·
Berlijn 1995 ·
Chennai 1996 ·
Adelaide 1997 ·
Lahore 1998 ·
Brisbane 1999 ·
Amstelveen 2000 ·
Rotterdam 2001 ·
Keulen 2002 ·
Amstelveen 2003 ·
Lahore 2004 ·
Chennai 2005 ·
Barcelona 2006 ·
Kuala Lumpur 2007 ·
Rotterdam 2008 ·
Melbourne 2009 ·
Mönchengladbach 2010 ·
Auckland 2011 ·
Melbourne 2012 ·
Bhubaneswar 2014 ·
Londen 2016 ·
Breda 2018
Vrouwen:
Amstelveen 1987 ·
Frankfurt 1989 ·
Berlijn 1991 ·
Amstelveen 1993 ·
Mar del Plata 1995 ·
Berlijn 1997 ·
Brisbane 1999 ·
Amstelveen 2000 ·
Amstelveen 2001 ·
Macau 2002 ·
Sydney 2003 ·
Rosario 2004 ·
Canberra 2005 ·
Amstelveen 2006 ·
Quilmes 2007 ·
Mönchengladbach 2008 ·
Melbourne 2009 ·
Nottingham 2010 ·
Amstelveen 2011 ·
Rosario 2012 ·
Mendoza 2014 ·
Londen 2016 ·
Changzhou 2018